# Європейська площа (Київ)
Європе́йська пло́ща (до 1996 року — Площа імені Ленінського Комсомолу) — площа в Шевченківському районі Києва трансортний вузол,, місцевість Старий Київ. Розташована між вулицями Хрещатик, Трьохсвятительською, Володимирським узвозом і вулицею Михайла Грушевського.

## Історія
Місцевість, де розташована площа, в XVII столітті називалася Євсейковою долиною.
З XIX століття це місце відоме під назвою Кінна площа, оскільки тут влаштовувалися кінні ярмарки. Власне площа сформувалася тут на початку XIX століття при дорозі, що сполучала Поділ та Печерськ.
На місці, де нині стоїть палац мистецтв «Український дім», за проєктом Андрія Меленського у 1801—1803 роках (за іншими даними — 1806 року) було споруджено будівлю першого Міського театру, після чого площу почали іменувати Театральною. Приблизно в той самий час прилеглі ділянки були нарізані під приватну забудову.
Також Андрієм Меленським було покращено транспортне сполучення між окремими частинами міста, зокрема між його економічним центром — Подолом і Печерськом з його фортецею та Києво-Печерською лаврою. З цією метою через верхню частину Хрещатика (сучасну Європейську площу) було прокладено широку трасу від Поштової площі, яка відповідала напрямку нинішніх Володимирського узвозу, вулиці Михайла Грушевського. Інша вулиця, Хрещатицька, вела у бік сіл в заплаві річки Либідь.
В середині XIX століття площа мала досить привабливий вигляд. У її центрі в 1840-х роках було споруджено фонтан, прозваний у народі «Іваном» на честь цивільного губернатора Києва Івана Фундуклея, який ініціював його побудову. Над площею на пагорбі з північного боку вже височів Олександрівський костел.
У 1851 році будівлю театру розібрали як аварійну, а замість театру за проєктом архітектора Олександра Беретті було збудовано готель «Європа». З побудовою готелю площа також змінила назву на Європейську.
Але це напівофіційне ім'я проіснувало недовго: у 1869 році площа дістала назву Царська (Царя визволителя) (рос. Царская [Царя освободителя]), на честь російського імператора Олександра ІІ. На площі планувалося спорудити каплицю в пам'ять про врятування імператора Олександра ІІ, на якого 1866 року було вчинено невдалий замах.
До кінця XIX століття на площі з'явилися дві значні будівлі — Купецьке зібрання (побудовано 1882 року за проєктом архітектора Володимира Ніколаєва, нині там знаходиться Національна філармонія України) та будинок Слав'янського. Будинок Слав'янського споруджено на межі XIX–XX ст. у популярному тоді псевдоросійському стилі. Його будівництво ініціював співак і хормейстер Д. О. Агренєв. Поруч було збудовано дерев'яний павільйончик, навколо якого пролягало кільце трамвайного маршруту.
Європейська площа відома також тим, що саме тут у 1892 році вперше в Російській імперії почався регулярний рух електричного трамвая. Ця історична трамвайна лінія проіснувала тут 85 років. У 1977 році вона була розібрана.
1910 року біля Європейської площі, на початку вулиці Михайла Грушевського збудовано нове приміщення Міської бібліотеки. Наступного року в ознаменування 50-річчя скасування кріпацтва на Європейській площі, праворуч від Купецького зібрання, встановлено пам'ятник імператору пам'ятник Олександру ІІ зі скульптурними групами по боках роботи італійського зодчого Етторе Ксіменеса, знесений більшовиками вже через 8 років, у 1919 році. Фонтан «Іван» було перенесено та замінено іншим, з клумбою навколо нього. В перші роки радянської влади будинок Купецького зібрання перетворено на «Пролетарський будинок мистецтв».
У березні 1919 року більшовики надали площі назву площа III Інтернаціоналу, на честь Комуністичного інтернаціоналу.
На світлинах центр площі мав округлу форму, там росли квіти, а далі на трикутнику «спиною» до тогочасного Музею українського мистецтва на вул. Кірова (нині Грущевського) приблизно 1938 р. був встановлений трофейний британський танк Mk IV, який зник під час окупації. Перед стадіоном стояв гіпсовий пам'ятник Сталіну, який був зображений по пояс на трибуні.
Під час окупації Києва німцями у другій світовій війні у 1941—1943 роках площу планувалося перейменувати на честь Адольфа Гітлера. В центрі площі знаходилися численні вказівники напрямків.
Під час вибухів та пожежі на Хрещатику наприкінці вересня 1941 року будинок Слав'янського був знищений. На його місці в 1960-х роках споруджено готель «Дніпро».
Свого сучасного вигляду площа набула після війни. В 1944 році вона набула назву площа Сталіна, на честь Йосипа Сталіна. Невдовзі на місці зруйнованого пам'ятника Олександру II було споруджено тимчасовий пам'ятник Сталіну, демонтований наприкінці 1950-х років, після XX з'їзду КПРС.
У 1961 році отримала назву площа Ленінського Комсомолу, на честь Комуністичного союзу молоді. Чергові зміни площа зазнала у 1970-х роках. Було зруйновано колишній готель «Європейський» та понівечено схил Володимирської гірки, щоб на цьому місці звести приміщення для музею В. І. Леніна. Тепер в цій споруді розміщується палац мистецтв «Український дім».
З 1996 року площа має сучасну назву, на честь готелю «Європа». Тут проходили політичні демонстрації, протести, мітинги. Тепер вона є одним із культурно-історичних центрів міста. Тут розміщені: Український дім, де регулярно проходять різноманітні виставки, готель «Дніпро», Національна філармонія України, дитячий ляльковий театр, Національна парламентська бібліотека України, центральний офіс УНІАН тощо.
Значення і неповторність площі у всі часи багато в чому визначали мальовничі парки, розміщені на прилеглих схилах Дніпра. Перший із них, розміром у 20 гектарів, був закладений в 1741 році. Сім років пішло на те, щоб у ньому з'явилися алеї і пішохідні доріжки. З часом, за рахунок впорядкування схилів, парк розрісся до 50 гектарів. У 1830-х роках на пагорбах поблизу площі закладено парк.

## Зображення

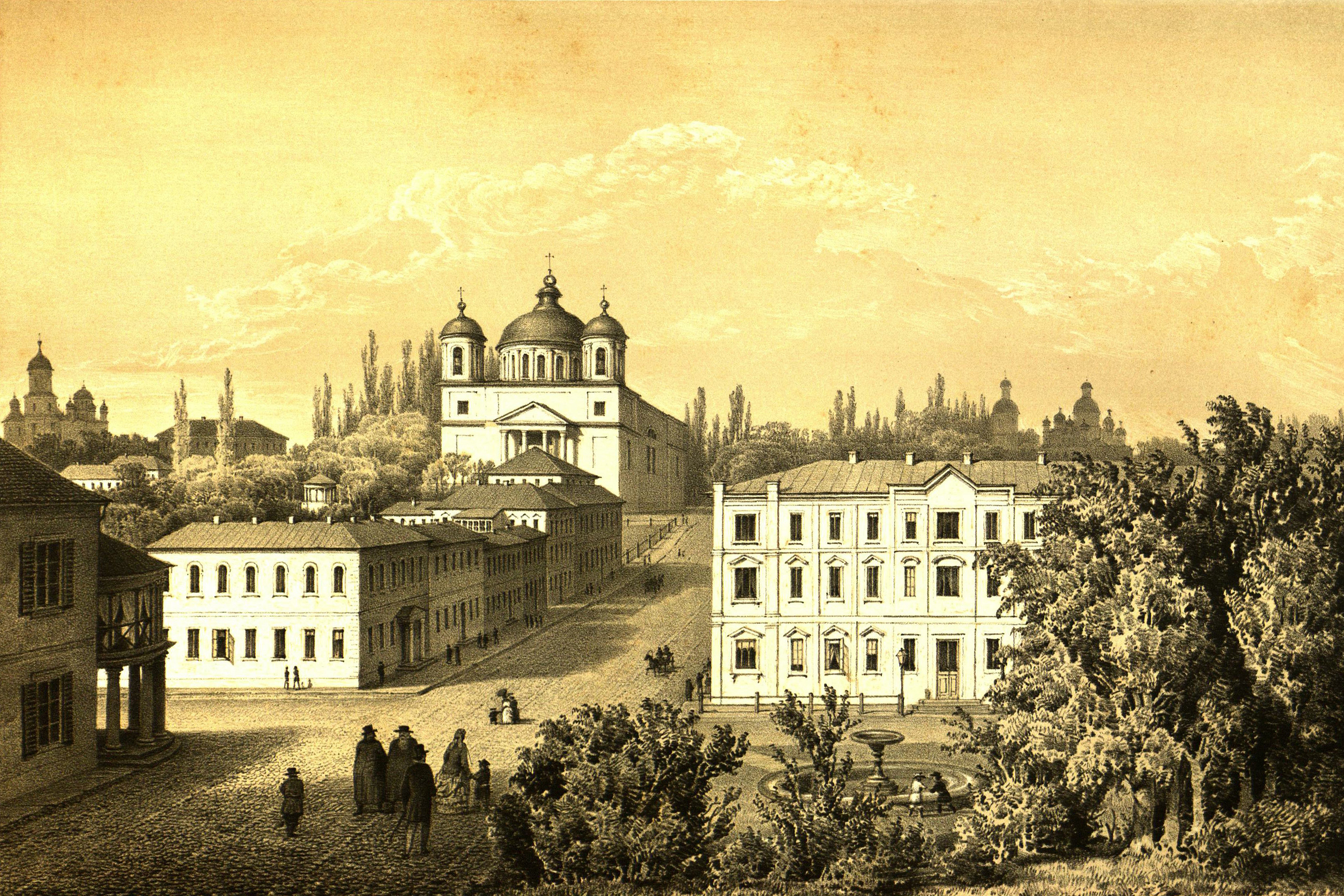
Готель «Європа» на площі (праворуч) і костел на Трьохсвятительській вулиці. Малюнок Наполеона Орди, 1870 рік
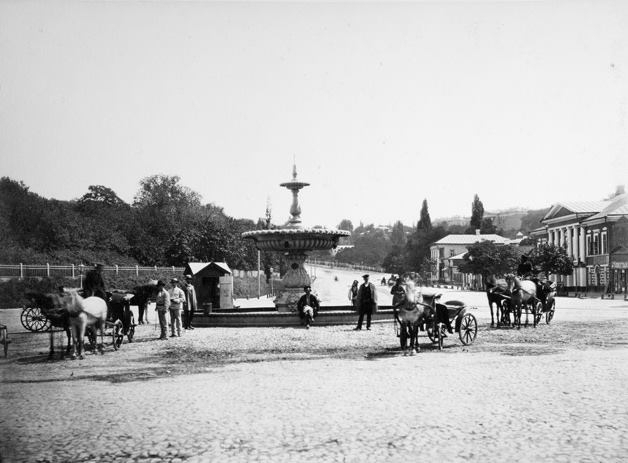
Франц де Мезер. Фонтан  «Іван», 1860-ті
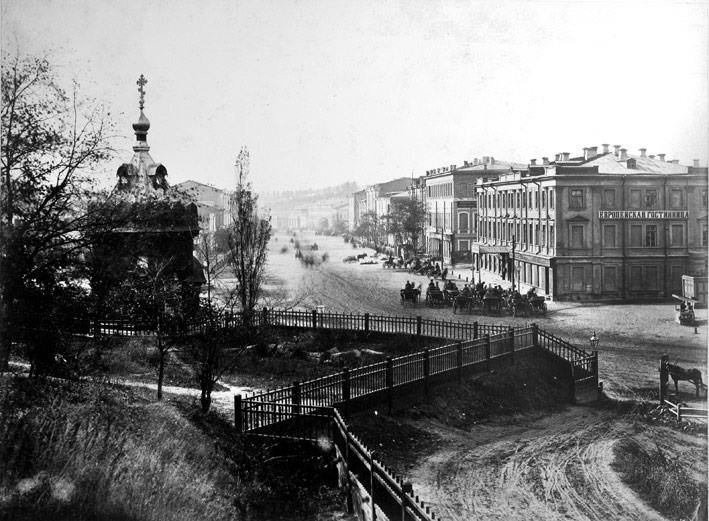
Франц де Мезер. Європейська площа
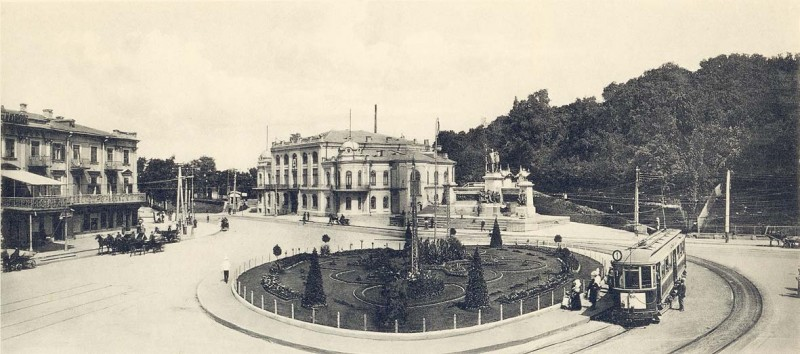
Царська площа у 1911 році
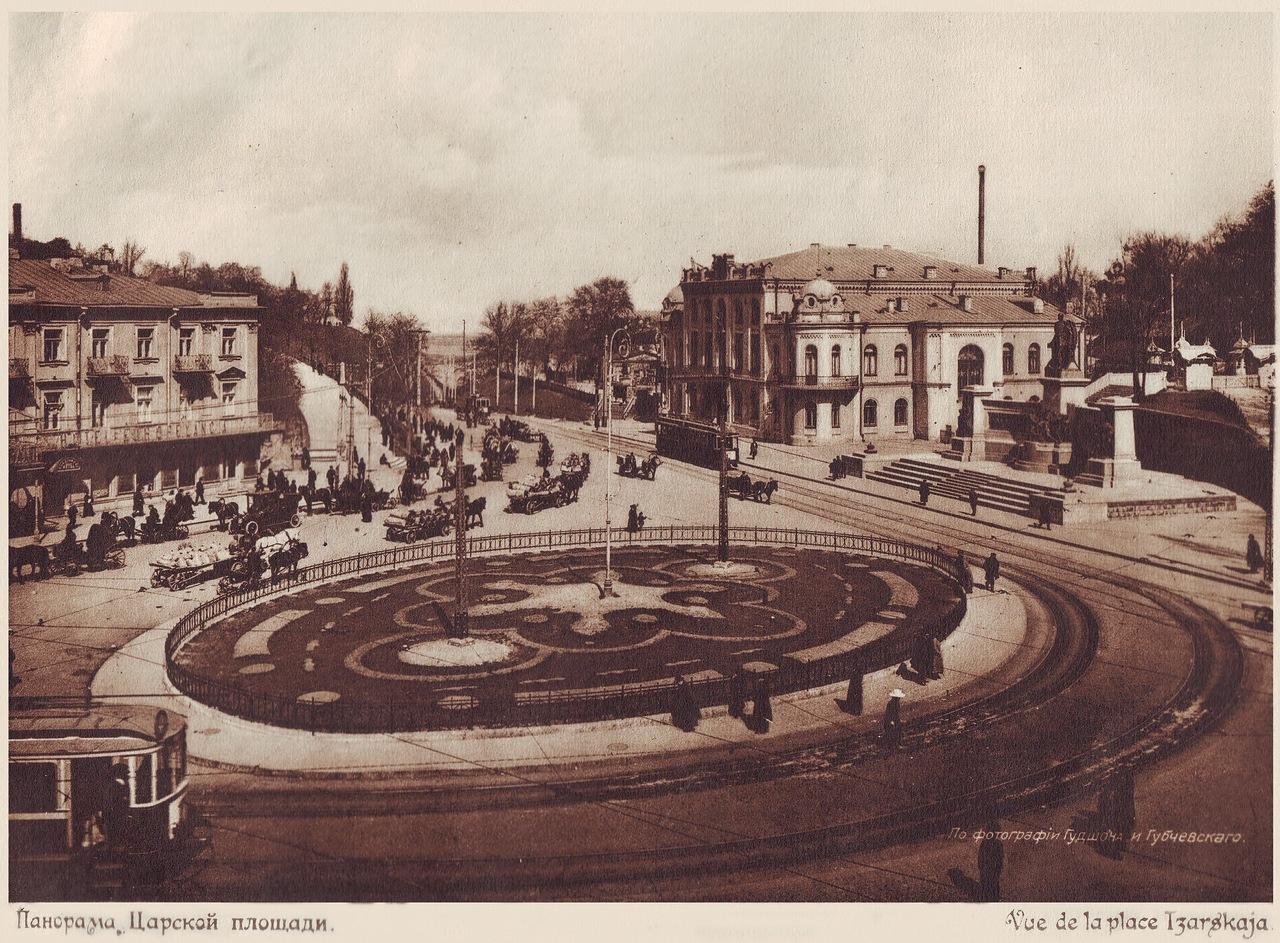
Царська площа у 1911 році
Український дім